# Zornia walkeri
Zornia walkeri là một loài thực vật có hoa trong họ Đậu. Loài này được Arn. miêu tả khoa học đầu tiên.